# Syrjänjärvi (sjö i Heinävesi, Södra Savolax)
Syrjänjärvi är en sjö i kommunen Heinävesi i landskapet Södra Savolax i Finland. Arean är 43 hektar och strandlinjen är 6,23 kilometer lång. Sjön  ingår i Vuoksens huvudavrinningsområde.   Den ligger omkring 96 kilometer nordöst om S:t Michel och omkring 310 kilometer nordöst om Helsingfors. 
I sjön finns ön Pitkäsaari. 